# Ian Harrower
Ian Harrower (ur. 14 stycznia 1947 w Yorku) – brytyjski kierowca wyścigowy.

## Kariera
Harrower rozpoczął karierę w międzynarodowych wyścigach samochodowych w 1982 roku od startów w FIA World Endurance Championship, gdzie jednak nie zdobywał punktów. W późniejszych latach Brytyjczyk pojawiał się także w stawce FIA World Endurance Championship, All Japan Sports-Prototype Championship, World Sports-Prototype Championship, IMSA Camel GTP Championship oraz 24-godzinnego wyścigu Le Mans.